# 芬蘭足球協會
芬蘭足球協會（芬蘭語：Suomen Palloliitto，簡稱SPL），是芬蘭足球运动的管理机构，負責管轄芬蘭各級別足球聯賽（其中芬超為獨立運營）、及各級別男女子的芬蘭國家足球隊，足協總部設於首都赫爾辛基。

## 外部連結
- 芬蘭足球協會官方網站 （页面存档备份，存于） （文） （瑞典文） （英文）